# 马利兹叛变
马利兹叛变又称为「布尔叛乱」（英語：Boer Revolt）或「五先令叛乱」（英語：Five Shilling Rebellion），是1914年第一次世界大戰開始時在南非發生的一場武裝起義，由支持重建南非共和國的布爾人所領導。許多政府成員本身都是布爾人，他們曾經在12年前結束的第二次布爾戰爭中與馬利茲的反政府武裝成員並肩對抗英國。最終这场武裝起義以被南非联邦政府镇压而失败告終，而起義的領導者們也被处以巨额罚款与监禁。

## 序幕
在十二年前的第二次布爾戰爭結束時，所有布爾戰鬥人員都被要求簽署一項承諾，保證他們將遵守和平條款。但是有些人比如丹尼斯·賴茨等則拒絕遵守承諾，因此被政府從南非流放。在接下來十年裏，許多人返回家園，然而並不是所有人都有在返回的時候簽署承諾。在第二次布爾戰爭結束時，那些曾經戰鬥到最後的布爾人被稱為“苦澀之人”（Bittereinders）；而到了叛亂之時，那些沒有做出承諾並想要開始新戰爭的人亦同樣被稱為“苦澀之人”。
一位德國記者採訪了布爾人將軍巴里·赫爾佐格後在《每日評論》中寫道：
赫爾佐格認為，由布爾人曾经花费三年奮鬥的目标——以南非共和國的形式去实现他們的自由，将在英格蘭參與歐陸戰爭之时变得唾手可得。——
“苦澀之人”和他們的支持者借鉴愛爾蘭民族主義者所说的“英格蘭的不幸是苦難的機會”，將第一次世界大戰的開始看作為這個機會，尤其考虑到英格蘭的敵人德國是他們的傳統支持者。

## 第一次世界大戰開始
在1914年8月，歐洲爆發的敵對行動是出乎意料的，但南非聯邦政府非常清楚南非與德屬西南非殖民地邊界的重要性。總理路易斯·博塔告訴倫敦，南非可以自衛，帝國駐軍可以前往法國；而當英國政府詢問博塔的部隊是否會入侵德國的西南非時，他的答覆是他們可以而且願意。
1914年9月初，在亨利·盧金將軍和曼因·馬利茲中校的指揮下，南非軍隊動員到邊界。1914年9月19日，另一支部隊佔領了德屬西南非的呂德里茨。

## 起義
聯邦國防軍總司令克里斯蒂安·佛得里克·貝爾斯準將反對南非政府展開進攻行動的決定。他於1914年9月15日辭去了委員會職務，寫道「令人遺憾的是，這場戰爭正在對抗德國人的『野蠻行為』。我們已經原諒但卻沒有忘記在南非戰爭期間我們自己國家所犯的所有野蠻行為」中指的是布爾戰爭期間英國所犯下的暴行。提名參議員柯斯·德·拉·雷將軍拒絕在議會中支持政府，並將自己與貝爾斯聯繫在一起。9月15日，他們一起出發前往波切夫斯特魯姆參觀揚·坎普少校的一所龐大軍械庫和一支剛剛完成訓練的2,000名士兵，其中許多人据信是叛亂思想的同情者。
雖然目前无法确知他們訪問的目的，但南非政府在关于叛乱的蓝皮书中認為其目的是煽動叛亂。根據貝爾斯將軍的說法，他們討論計劃領導軍官同時辭職以抗議政府的行為，這類似於兩年前英國在卡勒事件中發生關於《愛爾蘭自治法案》的事件。在前往會議途中，德·拉·雷的車在一個截查福斯特幫派的路障处遭受一名警察開槍射击。德·拉·雷當場被擊斃。然而，在他的葬禮上，許多民族主義者之中的恐怖主義者相信並延續有關政府暗殺德·拉·雷的謠言，為起義增添了動力。錫耶納·凡·倫斯堡及其有爭議的言論激怒了他們。
馬利茲將軍是德屬西南非邊境聯盟突擊部隊的指揮官，他與德國人結盟。然後，他代表臨時政府發布了一項宣言。他說「前南非共和國、奧蘭治自由邦、開普省以及納塔爾省都被宣布不受英國控制和獨立，而且所有上述地區的白人居民，無論其國籍都应当拿起他们的武器，以實現南非长久以来的自由獨立理想。」根據此宣言，貝爾斯將軍、德·維特、馬利茲、坎普和貝澤伊登豪特將成為這個臨時政府的第一批領導人。馬利茲的部隊佔領了烏平通地區的凱穆斯。而德·維特將軍領導下的萊登堡突擊隊則佔領了希爾布隆鎮，攔截火車並佔領了政府商店，夺取了彈藥。該地區的一些著名公民加入突擊隊，到週末時他已經擁有3,000名士兵。貝爾斯還在馬加利斯堡山集結了一支部隊；總共有大約12,000名叛變分子團結起來。諷刺的是，路易斯·博塔將軍擁有大約32,000名士兵來對付叛亂分子，但其中約有20,000名士兵是阿非利卡人。
政府於1914年10月12日宣布戒嚴，在路易斯·博塔和揚·史末資將軍的指揮下，忠於政府的部隊繼續鎮壓叛亂。馬利茲將軍於10月24日被擊敗，并前往德方避難。貝爾斯的突擊隊於10月28日被击溃，貝爾斯之後與坎普聯手，但於12月8日在法爾河淹死。德·維特將軍於1914年12月1日在貝專納被捕，而另外52人則在一個名為沃特伯里的農場中被捕。他被捕時的評論是：“感謝上帝，畢竟俘虏我的不是英国人”。他的孫子，时任衛生部長卡雷爾·德·維特博士於1970年2月14日在這個地方興建了一座紀念碑。至於坎普將軍則在卡拉哈里沙漠中突擊，在長達1,100公里的長途跋涉中失去了800名男子和300名馬匹，之後他們加入了在德屬西南非的馬利茲部隊，但最終依然在大約一周後返回南非，并在1915年2月4日投降。

## 後續
在馬利茲叛變被鎮壓之後，南非軍隊繼續在德屬西南非展開行動，並在1915年7月之前征服了西南非。
與1916年愛爾蘭復活節起義領導者的下場相比，領導叛變的布爾人只是輕微地被判處六年至七年的監禁以及巨額罰款。兩年後，由於路易斯·博塔領悟到和解的價值，他們被釋放出獄。
一個值得注意的例外是聯邦國防軍官員約皮·福利，他由於未能在加入叛變之前辭去他的委員會職務而被处以死刑。

### 引用
1. ↑  . Books.google.com.   [2016-04-23].
2. ↑  General De Wet publicly unfurled the rebel banner in October, when he entered the town of Reitz at the head of an armed commando. He summoned all the town and demanded that the court shorthand writer take down every word he said, among which he complained: "I was charged before [the Magistrate of Reitz] for beating a native boy. I only did it with a small shepherd's whip, and for that I was fined 5/–". On hearing the contents of the speech, General Smuts christened the rising as "the Five Shilling Rebellion". (Plaatje 1916). Other sources place this incident in the town of Vrede on 28 October 1914 - see, for example, P.J. Sampson, The Capture of De Wet: the South African Rebellion, 1914 (1915), pp. 145-146.
3. ↑  Bunting 1969
4. ↑  .   [2019-02-16]. （原始内容存档于2019-02-17）. （页面存档备份，存于）
5. ↑  The Register (Adelaide) (Thursday, 17 September 1914), p. 7.
6. ↑  The "Blue Book" was issued by the Union of South Africa government on 26 February 1915, entitled "[The] Report on the Outbreak of the Rebellion and the Policy of the Government with regard to its Suppression."(Orford 1971)
7. ↑  "My Lewe en Strewe" by Manie Maritz, 1939.
8. ↑  .   [2019-02-16]. （原始内容存档于2017-11-07）. （页面存档备份，存于）

### 來源
- Bunting, Brian, , , 1969  [2019-02-16], （原始内容存档于2007-05-18） （页面存档备份，存于）on the ANC website and says ""
- Plaatje, Sol, , , P. S. King in London, 1916  [2019-02-16], （原始内容存档于2016-03-04） （页面存档备份，存于）
- Orford, J.G. (Correlator), , 17 May 1971  [2019-02-16], （原始内容存档于2009-03-15） （页面存档备份，存于）, Military History Journal – Vol 2 No 2
- Union of South Africa, , Cape Town: SA Government: 26, 63–67, 1915

## 延伸閱讀
"Rebelspoor " by L.J Bothma (2014) ISBN 978-0-620-59715-9

"Wie is die skuldiges?"  Harm Oost (1956)
- "Agter Die Skerms met Die Rebelle" by C. F. McDonald, (1949)

Coenrath Frederik McDonald's inimitable 5 volume account of his adventures on the South African frontier, between 1895 and 1915, has acquired cult status. Collectively, his account is probably the finest & most informative frontier memoir ever to appear in South Africa. It covers experiences in the Boer War, on the Orange River among the trekboers, the Nama–German war, 1914 Rebellion and aftermath. This volume is an insider account of Maritz's Rebellion in the North-West, the alliance with the Germans, the clashes on the Orange River (including the little-known Battle of Kakamas), and the arrival of Kemp's commando. Much also on Siener van Rensburg and his prophecies.
- Report on the Outbreak of the Rebellion and the Policy of the Government With Regard to its Suppression, HMSO, 1915, Cd.7874
- T. R. H. Davenport. 1963. The South African Rebellion, 1914. The English Historical Review 78 (306): 73–94.
- Sandra Swart. 1998. "A Boer and His Gun and His Wife Are Three Things Always Together": Republican Masculinity and the 1914 Rebellion. Journal of Southern African Studies 24 (4, Special Issue on Masculinities in Southern Africa): 737–51.
- P.J. Sampson. The Capture Of De Wet, The South African Rebellion 1914. Edward Arnold 1915.

## 外部連結
- Wessels, André: Afrikaner (Boer) Rebellion (Union of South Africa) （页面存档备份，存于）, in: 1914-1918-online. International Encyclopedia of the First World War （页面存档备份，存于）.